# کبوترابکش
کبوترابکش، روستایی از توابع بخش چابکسر شهرستان رودسر در استان گیلان ایران است.

## جمعیت
این روستا در دهستان اوشیان قرار دارد و براساس سرشماری مرکز آمار ایران در سال ۱۳۸۵، جمعیت آن ۳۴۴ نفر (۹۴خانوار) بوده‌است. روستای کبوترآبکش از توابع چابکسر و جزء دهستان اوشیان می‌باشد. روستای کبوترآبکش از شمال با روستای دوگل سر از جنوب با کوه‌های پشتاسران سرولات از غرب با رودخانه فصلی و روستای ولاب سر فکجور و از شرق با شیخ زاهد محله هم‌مرز است این روستا به دلیل واقع شدن در کوه پایه از چشم‌انداز زیبایی برخوردار است شغل اغلب مردم باغداری و پروورش گیاهان باغی و گلهای باغچه‌ای و آپارتمانی است. عمده محصول کشاورزی این روستا مرکبات است. مردم این روستا در کنار تولید مرکبات، به تولید کیوی و پرورش گل اشتغال دارند. با توجه به آب و هوای این منطقه و نوع خاک آن، کبوترآبکش محل بسیار مناسبی برای تولید انواع مرکبات شامل: پرتغال، نارنگی، نارنج، لیمو شیرین و لیمو ترش می‌باشد. 